# Webラジオペースメーカー
webラジオペースメーカー（うぇぶらじおぺーすめーかー）は、コンピュータ・クラスターソフト『ペースメーカー』の紹介を趣旨としたインターネットラジオ番組。2010年12月11日から2014年3月11日まで配信されていた。

## 概要
- パーソナリティ：橋本まい（ぺーちゃん 役）、福原香織（はーちゃん 役）
- SPレギュラー[1]：丹下桜（高良かよ 役）

配信日：毎月第2土曜日
過去のパーソナリティ
- 新谷良子（ころちゃん 役）（第1回 - 第16回・多忙により降板したことが正式にアナウンスされた。）
- 田中理恵（高良かな 役）（第1回 -第22回・SPレギュラーの一人だったが、第23回から「お休み」して以降復帰せず、事実上降板した。同時期に山寺宏一との結婚を発表し、声優業を除く全ての芸能活動を降板したため。）

## コーナー
ふつおた
普通のお便りを紹介する。
ミッション・イン・ペースメーカー
統括役シェールから与えられたミッションを個人戦、もしくは団体戦で遂行する。成功すると報酬がもらえる。
クラスタしりとり
出た単語を暗記して最初から全て繰り返す形式のしりとりを2人1組のチーム対抗戦で行う。負けたチームには罰ゲームが与えられる。
複数のコンピュータを繋げることで高い信頼性を確保するというペースメーカーの特性をモチーフにしたコーナー。
クラスタ集まれ
連想ゲームを2人1組のチーム対抗戦で行い、決められた問題数を当てるまでの時間で勝敗を決める。勝ったチームは負けたチームにお願いごとをすることができる。
クラスタの「同じようなものが集まっている」という意味をモチーフにしたコーナー。

## ゲスト
- 第11,17,18,19回 - 日高里菜（DRBD応援キャラクター　ドロシー、ビアンカ 役）
- 第20,21回 - 五十嵐裕美(UltraMonkey応援キャラクター　四葉 役,CrystalDiskInfo応援キャラクター 雫 役)
- 第21回 - 松来未祐(UltraMonkey応援キャラクター 七瀬 役)
- 第23回 - 大久保瑠美(Apache Camel応援キャラクター アイシャ 役)
- 第24回 - 上坂すみれ(Apache Camel応援キャラクター 西園寺麻理 役)

## その他
- 第18,19回は2012年5月13日にUDXシアターにて公開収録を開催

『webラジオペースメーカー公開収録～熱湯！激闘！倶羅兎弩！頂上決戦！～』（収録後書き下ろしシナリオ朗読）
『webラジオペースメーカー公開収録～あなたにDokiDoki ハートビート！～』